# Kathleen Cody
Kathleen Cody (ur. 30 października 1954 w Nowym Jorku) – amerykańska aktorka filmowa i telewizyjna.

## Filmografia
seriale
- 1965: The Edge of Night jako Laurie Ann Karr
- 1965: The Trials of O’Brien jako Dinah
- 1966: As the World Turns jako Sally Graham
- 1966: The Secret Storm jako Cecilia
- 1967: The Crucible jako Betty Parris
- 1968: My Mother’s House jako Colette
- 1970: Dark Shadows jako Carrie Stokes
- 1972: Snowball Ecpress jako Chris Baxter
- 1973: The Partridge Family jako Dina Firmly
- 1973: Love, American Style
- 1974: Doc Elliot
- 1974: Dirty Sally jako Samantha
- 1974: The Waltons jako Audrey Butler
- 1974: Gunsmoke jako Cynthia/Anna May/Melissa
- 1975: Barbary Coast jako Leslie Budwing
- 1975: Three for the Road jako Shelley
- 1975: Barnaby Jones jako Sherry
- 1976: The Cheerleaders jako Snowy

filmy
- 1973: Hot Summer Week jako Debbie
- 1973: Charley and the Angel jako Leonora Appleby
- 1973: Superdad jako Wendy McCready
- 1973: Double Indemnity jako Lola Dietrickson
- 1975: Babe (The Babe Didrikson Zaharias Story) jako Sue Ellen
- 1975: The Last Day jako Julia Johnson
- 1988: IIIegally Yours